# 박종진 (시사평론가)
박종진(朴鍾津, 1967년 4월 20일 ~ )은 대한민국의 방송인, 수필가, 정치인이다. 제20·21·22대 총선에 출마하였으나 각각 낙선하였다.

## 생애
MBN 기자 겸 메인 앵커를 거쳐 채널A 경제부장 겸 채널A 종합뉴스 메인 앵커를 지냈다. 채널A에서 메인 뉴스 앵커와 '박종진의 쾌도난마'를, TV조선에서 '강적들', '대찬 인생', '박종진의 라이브쇼' 등 프로그램 진행을 맡았다. 채널A 《박종진의 쾌도난마》를 진행하면서 고승덕 前 의원으로 하여금 2008년 한나라당 전당대회 돈봉투 살포 사건 및 의혹을 폭로하도록 했다. 이 사건의 여파로 인하여 박희태 국회의장이 사퇴하였으며, 결국 한나라당이 새누리당으로 차라리 간판을 바꿨다.
이후 2017년 7월에는 바른정당에 영입되었다. 2018년 재보궐선거에서 바른미래당 후보로 서울 송파구을에 출마하려 했으나, 박종진을 공천하려는 유승민, 바른정당계와 손학규를 공천하려는 안철수, 국민의당계 간의 공천 갈등이 있었다. 이후 손학규 상임고문이 불출마를 결정하면서 공천이 확정되었다. 선거 결과 박 후보는 15.3%를 얻었으며, 최재성 더불어민주당 후보와 같은 언론인 출신인 배현진 자유한국당 후보에 이어 3위를 차지했다. 2019년 1월에 바른미래당을 탈당했다.

## 경력
- MBN 기자
- MBN 앵커
- MBN 정당팀 팀장
- MBN 청와대 출입기자
- MBN 정치부 팀장
- MBN 사회부 차장
- MBN 국제부 부장
- MBN 정치부 팀장 (부장대우)
- 프리랜서 앵커 신분으로 TV조선과 KTV국민방송 등에서 시사TV 방송MC 활약
- 채널A 경제부장
- 채널A 종합뉴스 메인 앵커
- 동아방송예술대학교 창의융합기초학부 초빙교수
- 대한민국 공군 제5기 국민조종사
- 바른정당 조직강화특별위원[5]
- 2018. 6.~2019. 1. 바른미래당 서울특별시당 송파구 을 지역위원회 공동위원장
- 리더스기술투자 사외이사
- 2020. 6.~2020. 9. 미래통합당 인천광역시당 서구 을 당원협의회 위원장
- 2020. 9.~2021. 5. 국민의힘 인천광역시당 서구 을 당원협의회 위원장
- 국민의힘 약자와의 동행 위원회 현장동행분과위원
- iHQ 총괄사장
- iHQ 부회장
- 한국언론인연합회 운영자문위원
- iHQ 고문
- 2024. 5.~ 국민의힘 인천광역시당 서구 을 당원협의회 위원장
- 2024. 6.~2024. 7. 국민의힘 당대표 및 최고위원 선출을 위한 중앙당 선거관리위원회 위원 겸 연설토론기획 소위원장
- 2025. 5.~2025. 6. 제21대 대통령 선거 국민의힘 김문수 대통령 후보 미디어본부 언론총괄본부장
- 2025. 7.~ 국민의힘 인천광역시당 위원장

## 학력
- 서울봉천국민학교 졸업
- 용산중학교 졸업
- 영락고등학교 졸업
- 고려대학교 영어영문학과 학사
- 동국대학교 언론정보대학원 언론학 석사

## 진행

### IHQ(바바요)
- 2022년 ~ 현재 : 박종진의 신 쾌도난마 진행

### TV조선
- 2014년 ~ 2015년: 대찬인생 진행
- 2014년 ~ 2017년: TV조선 강적들 진행
- 2016년 ~ 2017년: 박종진 라이브쇼 진행

### 채널A
- 2012년 ~ 2015년: 뉴스A
- 2011년 ~ 2014년: 쾌도난마 진행

### SBS
- 2014년 SBS 불편한 진실 메디컬X 진행

### MBN
- MBN NEWS 1
- MBN 뉴스광장
- MBN 박종진의 리얼토크 들어봅시다
- MBN 집중조명
- MBN 종합뉴스 메인 앵커
- MBN 오늘
- 박종진의 라이브 투데이
- MBN 뉴스와이드

### KTV
- 2015년 KTV 국민방송 정책&이슈

## 출연

### 드라마
- 2018년: 알함브라 궁전의 추억

### 예능 프로그램
- 2019년: 공부가 머니?

## 수상
- 2012년: 제8회 한국 참언론인대상 앵커 부문
- 2015년: 제23회 대한민국 문화연예대상 MC최우수상

## 도서
- 박종진의 쾌도난마 (채널A 시사 토크쇼) - 동아일보사 - 2012.10.08
- 겸손은 위선이다 - 린쓰 - 2017.03.26

## 역대 선거 결과
|  | 15.26% |

|  | 37.39% |

|  | 43.46% |

## 소속 정당
| 소속 정당 | 소속 정당  | 소속 기간 | 비고                |
| --------- | ---------- | --------- | ------------------- |
|           | 한나라당   | 2008      | 입당 정계 입문 시도 |
|           | 무소속     | 2008~2017 | 탈당                |
|           | 바른정당   | 2017~2018 | 창당 정계 입문      |
|           | 바른미래당 | 2018~2019 | 합당                |
|           | 무소속     | 2019~2020 | 탈당                |
|           | 미래통합당 | 2020      | 복당                |
|           | 국민의힘   | 2020~2021 | 당명 변경           |
|           | 무소속     | 2021~2024 | 탈당                |
|           | 국민의힘   | 2024~현재 | 복당                |